# Alkanna amana
Alkanna amana är en strävbladig växtart som beskrevs av Karl Heinz Rechinger. Alkanna amana ingår i släktet Alkanna och familjen strävbladiga växter. Inga underarter finns listade i Catalogue of Life.